# Le Château des brouillards
Le Château des brouillards  est un roman publié par Roland Dorgelès en 1932 aux éditions Albin Michel.

## Historique
Avant la Grande Guerre, Roland Dorgelès fréquente la bohème de Montmartre, en compagnie d'Apollinaire, Picasso, Modigliani, Mac Orlan, Carco, Max Jacob. Le Château des brouillards se passe à Montmartre où il a vécu et fréquenté chansonniers, peintres et mauvais garçons.

## Explication du titre
« On accédait à la propriété par une rampe pavée (allée des Brouillards) que barrait une grille et ce grand parc, qui dominait la rue Girardon de plusieurs mètres, avait l'air retranché derrière une contrescarpe… à gauche, le château proprement dit, vieille demeure du XVIIIe siècle, restée grande dame sous sa coiffe d'ardoise […]. »

## Résumé
À Montmartre, Paul-Gérard Clair, qui se veut poète, fréquente la bande de Lucie Rapin qui loge au château des brouillards, et il se retrouve impliqué dans une affaire d'anarchistes faux-monnayeurs…

## Éditions
- Albin Michel, 1932.
- Paris, Librairie générale française, coll. « Le Livre de poche », 1961.